# 이바라키 중학교·고등학교
이바라키 중학교·고등학교(일본어: 茨城中学校・高等学校)는 일본 이바라키현 미토시에 있는 내부진학(內部進學)제 중학교와 고등학교이다. 일본의 대표적인 대학진학형 고등학교(중학교) 중 하나이다. 약칭은 이바중(茨中/いばちゅう/이바추)및 이바고(茨高/いばこう/이바코). 일본 3대 번교 중 하나인 고도칸의 계보를 잇는 일본 내에서도 가장 오래된 역사를 가진 사립학교이다. 미토시에 있는 비슷한 이름의 이바라끼조선학교와는 관계가 없다.

## 역사
1841년 미토번 번교로 설립한 고도칸을 모태로 하는 사립학교이다. 메이지 유신을 통해 1872년 고도칸이 폐쇄된 이후, 미토학을 신봉하는 학자들에 의해 사립학교가 속속 문을 열었으나, 모두 폐교나 폐지를 반복했다. 그 중 1924년 이무라 조지부로(飯村丈三郎)는 코도칸의 흐름을 잇는 유일한 사립학교이자 경영난에 빠진 미토학(水戸学院)원을 지원하게 되었고, 1927년 2월 5일 이무라가 거액의 사재를 털어 사립 이바라키 구제(舊制) 중학교가 설립되었다. 건학 정신은 이무라가 평생의 신조로 삼은 '보은감사(報恩感謝)'이다.
전후(戦後) 학제 개혁을 거쳐 1948년 이바라키 신제(新制)고등학교가 되어 이바라키 신제중학교를 함께 설립했다. 여기에 현재의 이바라키 고등학교 및 중학교의 원형이 확립되었다.
창립 이래 남자교였다. 또한, 중고등 일관교육(一貫教育)이 아니라 이바라키중학교에서 이바라키 고등학교로 진학하기 위해서는 비교적 쉬웠지만, 원칙적으로인 입학시험을 치러야 했다. 외부 고등학교에 응시하는 것은 원칙적으로 자유였기 때문에 이바라키중학교 졸업 예정자 대부분이 이바라키현립 미토제일고등학교를 비롯한 현립 고등학교에 응시하여 이바라키대학 교육학부 부설 중학교와 함께 미토제일고등학교에 많은 합격자를 배출하는 것이 하나의 자랑거리였다.
1977년 창립 50주년을 기념하여 이바라키고등학교 이바라키중학교 창립 50주년 기념회관(건축물에 표기된 명칭)을 건축하기 시작했다. 목조 2층 건물로 2023년 현재도 카루타 경기부 등 문화계 부활동에서 사용하고 있지만, 노후화가 진행되어 객관적으로 보아도 개보수가 필요한 상태이다.
1995년 중고 일관 교육 과정으로 전환하여 그 해 입학생부터 단계적으로 훈성교육화하여 고등학교를 진학교(일본어: 進学校 신갓코[*], 대학 진학에 중점을 두는 학교)로 더욱 충실하게 만드는 방향으로 방향을 틀었다. 이바라키 고등학교는 1998년 완전 훈성교육화, 이바라키 중학교 입학생을 대상으로 중고교 일관 교육과정을 제공함과 동시에 이와는 다른 교육과정을 가진 고등학교 과정의 입학생도 모집했다.
완전 혼성교육화 초기에는 중고등학교 모두 여학생 모집이 전체의 30%였으나, 2010년대에 들어서면서 서서히 여학생 모집이 증가하고 있다.
2011년, 신교사(현 A동, C동)가 완공되었다. 목조로 된 밝은 건물로 지진, 방범 측면에도 강화되었으며, C동에는 물리학, 생물학, 화학의 각 실험실을 갖추고 있다.
2019년, 의료계 학부(의학부랑 간호학부) 진학 희망자가 많은 이바라키고등학교가 오랫동안 실시해 온 의치약(醫齒藥) 외부 연계 강좌를 확대하는 형태로 의학 코스를 설치했다. 이바라키현의 의사 부족 해소에 일익을 담당하기 위해 지역 의료를 지향하는 의사, 의료인 양성을 목표로 하고 있다. 또한 2020년에는 글로벌 인재 양성을 목표로 해외 대학과의 연계와 약 6개월간의 해외 유학을 커리큘럼에 포함하는 국제교양과(國際教養科)를 설치했다. 같은 해 의학 코스는 국립병원 미토 의료센터와, 이바라키 고등학교와 중학교는 캘리포니아대학교 데이비스 캠퍼스 국제교육센터와 각각 연계 협정을 체결했다.
2027년 창립 100주년을 맞아 졸업생은 3만 명을 넘어선다. 이에 따라 이바라키 고등학교 이바라키 중학교 창립 50주년 기념회관 바로 옆에 학습지원센터가 건립될 예정이다. 

## 교복
이바라키고등학교는 이바라키현립 미토제일고등학교(미토1고), 이바라키현립 히타치제일고등학교(히타치1고)와 함께 학생들의 요청으로 1972년에 교북을 폐지했뎐 것으로 알려져 있으며, 1995년 중고일관제 도입에 맞춰 이바라키 중학교는 교복을 새롭게 바꾸고, 이바라키 고등학교는 다시 교복을 도입했다.

## 역대교장

### 이사장(교주(校主)제 시대)
- 초대 이무라조자 부로 (飯村丈三郎) 昭和2年2月 - 昭和2年8月
- 2대:나카자리 켄 (中崎憲) 昭和2年8月 - 昭和17年3月
- 3대:이무라 이사오 (飯村雄) 昭和17年4月 - 昭和20年12月
- 4대:아나자와 세이지로 (穴沢清次郎) 昭和21年1月 - 昭和26年3月

### 이사장
- 초대:타케우치 유노스케 (竹内勇之助) 昭和26年3月 - 昭和36年7月
- 2대:오우치 슌자부로 (大内俊三郎) 昭和36年12月 - 昭和48年4月
- 3대:하세가와 세이지 (長谷川正三) 昭和48年5月 - 昭和50年3月
- 4대:오츠 준이치 (大津順一) 昭和50年6月 - 昭和61年3月
- 5대:시바타 세이치 (柴田清伊知) 昭和61年4月 - 平成5年3月
- 6대:타치에다 이사오 (立枝功男) 平成5年4月 - 平成12年3月
- 7대:요코야마 미치유키 (横山充孝) 平成12年4月 - 平成13年8月
- 8대:아라카와 오 (荒川汪) 平成13年9月 - 平成23年8月
- 9대:타네다 마코토 (種田誠) 平成23年9月 -

## 졸업생
- 아이카제 유메(다카라즈카 가극단 츠키구미)
- 오하타 아키히로(정치인, 2000년 조선민주주의인민공화국 방문)
- 토비타 노부오(성우)

## 같이 보기
- 고도칸
- 구제중학교